# Лебеда (приток Лёхты)
Лебеда — река в России, протекает в Лузском районе Кировской области. Правая составляющая реки Лёхта. Длина реки составляет 37 км. В 4 км от устья принимает слева реку Северная Лебеда.
Река вытекает из болот в лесном массиве в 15 км к северо-востоку от деревни Боровица и в 62 км к востоку от города Луза. В 6 км к востоку от истока Лебеды проходит граница с Республикой Коми. От истока Лебеда течёт на северо-запад, затем поворачивает на север. Всё течение проходит по ненаселённой тайге.
В урочище Лёхта-Лебеда сливается с рекой Малая Лёхта, образуя реку Лёхта. Место слияния находится в 9 км к юго-западу от точки где сходятся Кировская, Архангельская области и Республика Коми. Ширина реки в нижнем течении около 5 метров.

## Данные водного реестра
По данным государственного водного реестра России и геоинформационной системы водохозяйственного районирования территории РФ, подготовленной Федеральным агентством водных ресурсов:
- Бассейновый округ — Двинско-Печорский
- Речной бассейн — Северная Двина
- Речной подбассейн — Малая Северная Двина
- Водохозяйственный участок — Юг
- Код водного объекта — 03020100212103000012747